# القديس جوفان
القدّيس جوڨان (بالويلزية: Gofan)‏، توفي سنة 586، هو ناسك عاش في فجوةٍ على جانب المنحدر الساحليّ بالقرب من بوشيرستون في حديقة ساحل بيمبروكشاير الوطنية، ويلز.بنيت على الفجوة في القرن الرابع عشر كنيسة القديس جوفان، ويحمل المكان اليوم اسم رأس القديس جوفان.

## الرواية
تقول إحدى القصص أن غوفان كان راهبًا أيرلنديًا سافر إلى ويلز في وقت متأخر من حياته للبحث عن أصدقاء وعائلة رئيس الدير الذي دربه، والذي تشير عدة مصادر إلى أنه القديس ديفيد، أو القديس إلفيس إيملي. وهناك قصة أخرى تتحدث عن جوفان مع جاوين، واحداً من فرسان المائدة المستديرة للملك آرثر، في حين تشير قصة أخرى إلى أنه كان في الأصل لصًا.
هاجم قراصنة قادمون من جزيرة أيرلندا أو جزيرة لوندي المجاورة جوفان، ففُتِحَ المنحدر الصخري بنفسه وترك فجوةً كبيرةً كافيةً له مكنته من الاختفاء إلى أن غادر القراصنة. امتنانا لذلك قرر الإقامة على المنحدر، ربما ليساعد في تحذير السكان المحليين من هجوم القراصنة الوشيك إذا أرادوا العودة.
عاش القديس جوفان داخل كهفٍ صغيرٍ في فجوة المنحدر الصخري، ويمكن الوصول اليه الآن من خلال سلم طويلٍ من الدرجات الحجرية، ويُقال أن عددها يختلف اعتماداً على إذا كان الإنسان صاعداً على الدرج أو نازلاً.
بُنيت الكنيسة الصغيرة المقببة الحالية من الحجر الجيري المحلي فوق الكهف ويعود تاريخها إلى القرن الثالث عشر مع أن المكان قد كان ذا أهمية رهبانية منذ القرن الخامس. وقد يكون جوفان هو السيد جاوين، أحد فرسان الملك آرثر، الذي اعتزل في سنواته الأخيرة. كان القديس جوفان في الأصل يصطاد السمك ويأخذ الماء من ينبوعين قريبين. وكلاهما جافٌّ الآن؛ فكان أحدهما في مكانٍ حيث تقف فيه كنيسة العصور الوسطى الآن، وكان الآخر منخفضاً إلى أسفل المنحدر، فأصبح فيما بعد ينبوعاً مقدّساً. تقول الأسطورة أن مطبوعات القديس جوفان اليدوية مطبوعةٌ على أرضيةِ كهفه. دفنت جثته تحت مذبح الكنيسة، وكان الكهف في الماضي مزارا معروفاً للدعاء والتمني.

### صخرة الجرس
أسطورة أخرى بخصوص القديس جوفان تتعلق بجرسه الفضي. كان في برج الكنيسة جرس ذو صوت واضح ونغمة جميلة. سرق القراصنة الجرس فأصيب جوفان بحزن شديد، فطارت الملائكة وأخذته من عند القراصنة وأعادته إلى الناسك. ومن أجل منع تكرار سرقته على يد القراصنة غطّت الملائكةُ الجرسَ بصخرةٍ ضخمةٍ هي صخرة الجرس الموجودة عند ضفّة النهر. تقول الأسطورةُ أنه عندما «قرع» القديس جوفان الصخرةَ أصبحت قوتها أشدّ ألفَ مرةٍ.

## روابط خارجية
- صور الكنيسة على موقع مكتبة ويلز البصرية St Govan's
- Historic image of the chapel